# Lerista praefrontalis
Espèce
Lerista praefrontalis est une espèce de sauriens de la famille des Scincidae.

## Répartition
Cette espèce est endémique d'Australie-Occidentale en Australie.

## Publication originale
- Greer, 1986 : Diagnosis of the Lerista bipes species-group (Lacertilia: Scincidae), with a description of a new species and an updated diagnosis of the genus. Records of the Western Australian Museum, vol. 13, no 1, p. 121-127 (texte intégral).